# Magbasita
La magbasita és un mineral de la classe dels silicats. Rep el nom per la seva composició, que inclou magnesi i bari.

## Característiques
La magbasita és un silicat de fórmula química KBaFe3+Mg₇Si₈O22(OH)₂F₆. Cristal·litza en el sistema ortoròmbic. La seva duresa a l'escala de Mohs és 5.
Segons la classificació de Nickel-Strunz, la magbasita pertany a «09.HA - Silicats sense classificar, amb alcalins i elements terra-alcalins» juntament amb els següents minerals: ertixiïta, kenyaïta, wawayandaïta, afanasyevaïta, igumnovita, rudenkoïta, foshallasita, nagelschmidtita, caryocroïta, juanita, tacharanita, oyelita, denisovita i tiettaïta.

## Formació i jaciments
Va ser descoberta al dipòsit de Bayan Obo, a la prefectura de Baotou (Mongòlia Interior, República Popular de la Xina). També ha estat descrita a la carbonatita d'Eldor, a Nunavik (Quebec, Canadà). Aquests dos indrets són els únics de tot el planeta on ha estat descrita aquesta espècie mineral.